# Sebastien Dewaele
Sebastien Dewaele (Oostende, 6 maart 1978) is een Vlaams acteur, theatermaker en muzikant. Hij is vooral gekend als zanger van Preuteleute en zijn acteursrollen in Eigen kweek, Bevergem en Grenslanders. Ook speelt hij een rol in Undercover, een Vlaamse televisieserie op Netflix.

## Biografie
Dewaele is zoon van een Vlaamse vader en een Franse moeder. Hij behaalde zijn Master in de dramatische kunst in 2001 aan het Conservatorium van Gent. Na zijn studies bleef hij wonen in Gent en sloot zich aan bij de toneelgroep NTG. Hij speelde ook bij Theater Malpertuis.
In 2010 won hij de Crazy Comedy Cover Contest. In 2012 en 2013 werkte hij mee aan het televisieprogramma Superstaar van Gunter Lamoot. In de VRT-serie Eigen kweek speelt Sebastien de rol van boerenzoon Steven Welvaert.
In 2018 maakte en speelde hij de voorstelling Marinus bij Compagnie Cecilia, waar hij ook meespeelde in De soldaat-facteur en Rachel, Zingarate en De broers Geboers.
In 2019 nam hij deel aan De Slimste Mens ter Wereld waarin hij 4 afleveringen te zien was.

## Filmografie

### Films
- Alicante, Spain 1933 (kortfilm, 2003) – rol onbekend
- Ex Drummer (2007) – Stef Vanneste
- 22 mei (2010) – Sebastien
- La Proie (kortfilm, 2012) – Hunter
- Lilith (kortfilm, 2013) – huisbaas
- Cafard (2014) – Victor (stem)
- Cargo (2017) – William Broucke
- Ce Magnifique Gâteau! (2018) – Pierre (stem)
- Nowhere (2022) – Nico
- Zeevonk (2023) – Fluppe
- Het smelt (2023) - vader

### Televisie
- De Pietenbende van Sinterklaas (2004) – Wijswegpiet
- Mega Mindy (televisieserie) – Fred (afl. "Het Egyptische masker", 2006)
- De Kotmadam (televisieserie) – Fritz (afl. "Thuiszorg", 2009)
- Witse (televisieserie) – Kurt Vrancken (afl. "Maskers", 2010)
- Aspe (televisieserie) – rol onbekend (afl. "Monstermoord", 2010)
- Eigen kweek (2013–2019) – Steven Welvaert
- Bevergem (2015) – Kenny alias "Dikken"
- De Dag (televisieserie) – Thibault (8 afl., 2018)
- Gent-West (televisieserie, 2018) – Axelle
- Grenslanders (televisieserie, 2019) – Dirk Vervenne
- Unité 42 (2019) – Simon Villard
- Undercover (2020) – Jean-Pierre Berger
- Onder Vuur (2021 – 2023) – Burgemeester
- Styx (2024) – Raphäel Styx